# ドラゴンブリード
『ドラゴンブリード』 (DRAGON BREED) は、1989年にアイレムから稼働されたアーケード用アクションシューティングゲーム。
8方向レバーと2ボタン（ショット、竜昇降）で主人公『カイアス』及び、巨竜『バハムート』を操作する。全6ステージ×2周。多関節キャラで表現された竜にクロスボウを装備した主人公が騎乗、分離し、共に闘う内容となっている。
1990年に欧州ではアクティビジョンによってAmiga、Amstrad CPC、Atari ST、コモドール64、ZX Spectrumに移植された。
アーケード版は後にWindows用ソフト『IREM Arcade Hits』（2011年）に収録された（北米のみで発売）。

## ゲーム内容

### システム
ミス
やられ判定は主人公にのみ存在し、主人公が敵、敵弾に接触するか、竜との分離状態で奈落に落ちるか、タイムがゼロになると、残りプレイヤーをひとつ失う。戻り復活方式である。
タイム
ゲーム中は画面左下にステージクリアまでに与えられた残りタイム（分：秒）が表示されている。タイムはステージ開始時に一定値にリセットされる。ステージクリア時、ボーナスとして残り秒数*100点が加算される
オールクリア時
全6ステージを2周することでゲーム終了となる。この時、オールクリアのボーナスとして、獲得した点数が4倍されて最終得点となる。

### 竜の設定
竜は全身が無敵であり、敵弾を防ぎ、接触により敵を弾き飛ばしたりダメージを与える（ただし、貫通する一部敵や弾も存在する）。竜は多関節の長い身体で構成されており、自身の動きに応じて身体の向きをコントロールすることができる。これを利用することで、任意の方向から来る敵に対して防御を取ることも可能。
竜の頭上に騎乗した状態と、竜から分離した状態ではゲームシステムが異なり、スタート直後は竜に騎乗した状態である。
竜に騎乗した状態
画面は自動的に横方向へとスクロールしていく。操作は横スクロールシューティングゲームのシステムに準拠する。
ショットボタンを押すと、主人公から矢が前方1方向にのみ射出され、ドラゴンからは形態に応じた独自の攻撃が行われる。
ショットボタンを押し続けることで竜の口にエネルギーが溜まり一定時間後に離すと強力な攻撃、ドラゴンブレスを前方へと放つことができる。
レバーを下に入れながら昇降ボタンを押すことで、いつでも分離することができる。
竜と分離した状態
画面の自動スクロールが停止し、主人公の移動による任意スクロールとなる。但し、左方向へスクロールさせることはできない。足場のない場所に落ちれば、残りプレイヤーをひとつ失う。
操作は横スクロールアクションゲームに準拠する。
ショットボタンを押すと主人公からは、矢をレバーを入れた方向を中心とした3方向に射出され、ドラゴンからは騎乗時と同じく形態に応じた独自の攻撃と移動が行われる。但し、レバー下に入れていた場合は、主人公は、しゃがんで前方3方向へ射出する。
昇降ボタンを押すと主人公はジャンプし、この時もレバー方向へと射出角度を変えることができるが、下方向へと撃つことはできない。
地上でレバーを下へと入れ続けることで竜の頭部を自分のそばへ寄せることができる。この状態で昇降ボタンを押すと、竜に騎乗できる。

### アイテム
小型の敵ドラゴンを倒すことで現れるオーブを取得すると、竜を同色の形態へと変化させられる。オーブを取り続けると、竜と主人公の攻撃が3段階に強化される。
3段階にならないまま違う種類のオーブを取ると段階が保持されたまま別の形態に変形する為、出来るだけとり続ける方が良い。
レッドオーブ
レッドドラゴンに変形し、口から前方一直線へファイヤーブレスを放出、断続的にダメージを与えることができるようになる。
パワーアップ段階により、ファイヤーブレスの射程が伸びる。
前方限定だが攻撃力と連続攻撃数は随一で、特にボス戦で真価を発揮する。
ブルーオーブ
ブルードラゴンに変形し、身体から下方向にサンダーを放出させられるようになる。また、レバーをしばらく下に入れた後、上へと入れる事で、主人公の下に蜷局巻きのように竜の身体を巻きつかせる。
巻き付き時は竜の身体からサンダーを主人公直下の下方向に集中的に発射できる。一定時間で巻きつきは解除される。
パワーアップ段階により、巻き付き速度とサンダーの連射密度が上がる。
後述のゴールドドラゴンとは逆の形態で空中の敵には弱いが、後半面の陸地がある箇所においてはゴールドドラゴンよりも防御力が高くなる。
シルバーオーブ
シルバードラゴンに変形し、頭部から敵を追尾するホーミングドラゴン（小型の竜）を放てるようになる。
パワーアップ段階により、ホーミングドラゴンの追尾数と速度と攻撃力が上がる。
雑魚には強いがボス敵にはその手数が少なくダメージが与えにくい為道中向けである。
ゴールドオーブ
ゴールドドラゴンに変形し、鱗から斜め後ろ2方向に三日月弾を放出できるようになる。この弾は竜の体の向きに応じて発射方向が変化する。また、レバーをしばらく上に入れた後、下へと入れる事で、主人公を軸に下から時計回りの軌道で身体を巻きつかせる。
巻き付き時は竜から4、6、8方向（パワーアップ段階による）に光弾が発射される。一定時間で巻きつきは解除される。
パワーアップ段階により、巻き付き速度と三日月弾（及び光弾）の連射密度が上がる。
多方向に攻撃できる半面、身体の動きで散逸するため集中砲火は後方限定でそれ以外の攻撃力は低い。巻き付き時に身体を振り回して敵弾を消し且つ敵にダメージを与える上に完全無敵の竜が主人公を8方向に取り囲むバリア的要素がある為、レッドオーブと同じくらい利用頻度は高い。

## ストーリー
わずか15歳のカイアスがアガメン帝国の王となった。

これを不服とした一族の一人にして野心家のクリアトラーは帝国を出奔。帝国を征服すべく、闇の王ザンバギオスの封印を解く。

数ヵ月後、国土の変貌を不審に感じて視察に出かけたカイアスの前に、光の巨竜バハムートが現れ、こう告げられる。

「アガメンの長よ、お前の一族の者が闇の封印を解いた。

　お前は一族の長として、その責任を取らねばならぬ。

　我と共に赴いて闇の復活をとめるのだ」

## 移植版
| No. | タイトル                  | 発売日                                               | 対応機種                                                             | 開発元           | 発売元                         | メディア                                       | 型式 | 売上本数 | 備考                                 |
| --- | ------------------------- | ---------------------------------------------------- | -------------------------------------------------------------------- | ---------------- | ------------------------------ | ---------------------------------------------- | ---- | -------- | ------------------------------------ |
| 1   | Dragon Breed              | 1990年                                               | Amiga Amstrad CPC Atari ST コモドール64 ZX Spectrum                  | アクティビジョン | アクティビジョン               | フロッピーディスク                             | -    | -        |                                      |
| 2   | IREM Arcade Hits          | 2011年9月12日                                        | Windows                                                              | DotEmu           | DotEmu                         | ダウンロード                                   | -    | -        | 本作の他に17本アーケード作品同時収録 |
| 3   | アイレムコレクションVol.3 | Xbox版 2025年7月1日 Switch、PS5、PS4版 2025年7月10日 | Nintendo Switch PlayStation 5 PlayStation 4 Xbox Series X/S Xbox One | RATALAIKA GAMES  | Tozai Games ININ Games(Xbox版) | ダウンロード Switch専用ゲームカード UHD BD-ROM | -    | -        | 国内版と海外版を収録                 |

## 評価
アーケード版
ゲーム誌『ゲーメスト』の企画「第3回ゲーメスト大賞」（1989年度）において年間ヒットゲームで35位を獲得した。また、1991年に刊行されたゲーメストムック『ザ・ベストゲーム』の紹介文では、「画面の半分ほどもあるドラゴンに乗って戦うという設定は素晴らしかったが、それゆえにゲーム性が画一化されてしまった点が惜しまれる」と設定に関しては肯定的だが、ゲーム性に関して否定的な評価が下されている。